# Slinky Dog Zigzag Spin
Slinky Dog Zigzag Spin is een rupsbaan in de Disney-parken: Walt Disney Studios Park en Hong Kong Disneyland en vanaf 2018 ook in Shanghai Disneyland. In alle parken is de rupsbaan te vinden in het themagebied Toy Story Playland. De voertuigen van de rupsbaan zijn volledig gedecoreerd naar het personage Slinky Dog uit de filmreeks Toy Story. Op de voorkant van de trein bevindt zich het hoofd van Slinky Dog. Achterop de trein de staart in de vorm van een springveer.
Disneyland Paris · Lijst van attracties in Walt Disney Studios Park · afbeeldingen
Hong Kong Disneyland Resort · Lijst van attracties in Hong Kong Disneyland · Sleeping Beauty Castle · afbeeldingen
Shanghai Disney Resort · Lijst van attracties in Shanghai Disneyland